# Nguyễn Ngọc Hiếu (tướng công an)
Nguyễn Ngọc Hiếu là một tướng lĩnh của lực lượng Công an nhân dân Việt Nam với quân hàm Thiếu tướng. Ông hiện giữ chức vụ Phó Chánh Thanh tra Bộ Công an Việt Nam.

## Tiểu sử
Nguyễn Ngọc Hiếu là đảng viên Đảng Cộng sản Việt Nam.
Tháng 4 năm 2014, Nguyễn Ngọc Hiếu là Trưởng phòng 3, Thanh tra Bộ Công an Việt Nam.
Tháng 11 năm 2018, Nguyễn Ngọc Hiếu là Đại tá, Phó Chánh Thanh tra Bộ Công an.
Năm 2019, ông được thăng quân hàm Thiếu tướng Công an nhân dân Việt Nam.

## Lịch sử thụ phong quân hàm
| Năm thụ phong | –      | 2019        |
| ------------- | ------ | ----------- |
| Quân hàm      |        |             |
| Cấp bậc       | Đại tá | Thiếu tướng |